# (73101) 2002 GZ21
(73101) 2002 GZ21 – planetoida z pasa głównego asteroid okrążająca Słońce w ciągu 3,57 lat w średniej odległości 2,34 j.a. Odkryta 14 kwietnia 2002 roku.